# Susanna Alakoski
Jaana Susanna Emilia Alakoski Söderlund, född 16 maj 1962 i Vasa i Finland, uppvuxen i Ystad, är en sverigefinsk författare, dramatiker, föredragshållare och krönikör.

## Biografi
Susanna Alakoski har publicerat artiklar, essäer i olika tidningar och tidskrifter, bland annat i Dagens Nyheter, Sydsvenskan, Bang och i tidskriften Essä. Sommaren 2007 var hon en av sommarpratarna i P1. Hon har varit krönikör i bland annat Dagens Arbete, Arbetet och i Pedagogiska Magasinet. Susanna Alakoski är socionom och utsågs år 2015 till hedersdoktor vid Fakulteten för hälsa och samhälle vid Malmö högskola. År 2021 utsågs hon som den första att inneha gästprofessuren i Moa Martinsons namn vid Linköpings Universitet.
Susanna Alakoski är gift med författaren och poeten Mats Söderlund. Paret ger skrivkurser och driver tillsammans Österlen Poesi & Prosa.
Susanna Alakoski har under flera år suttit i redaktionen för Socialvetenskaplig tidskrift som publicerar socialvetenskaplig forskning/essäer med ett speciellt fokus på Socialt arbete. Hon har även publicerat flera essäer i Socialvetenskaplig tidskrift.

## Litterär verksamhet
Susanna Alakoski debuterade skönlitterärt 2006 med Svinalängorna vilken tilldelades Augustpriset samt blev dramatiserad 2009 i regi av Michela Granit, och filmatiserad 2010 i regi av Pernilla August. Filmen, Beyond, blev Sveriges bidrag till Oscarsgalan 2011. Sedan dess har Alakoski skrivit flera romaner, bland annat Håpas du trifs bra i fengelset (2010), dramatiserad av Nanny Nilsson och Teater Moped 2012, samt de två dagboksessäerna Oktober i Fattigsverige (2012) och April i Anhörigsverige (2015). Den sistnämnda sattes upp som pjäs på Stockholms Stadsteater våren 2016. År 2019 utkom Bomullsängeln, första delen i en tetralogi. DN:s recensent Maria Schottenius skrev ”Det är ett imponerande forskande arbete som Alakoski måste ha gjort både i Finland och Sverige. Det är egentligen inte personerna som är centrum i boken, utan det samhälle som skapas, ändå fäster man sig vid dem. Romanen beskriver stor kärlek och trofast vänskap”. Alakoski har varit redaktör för flera uppmärksammade antologier och publicerat flera noveller, essäer och skrivit dramatik. Hennes böcker är utgivna på flera olika språk, bland annat norska, finska, tyska och nederländska.
Laina och fåglarna är ett sceniskt verk i vilket Susanna Alakoski tillsammans med regissören Michalea Granit undersöker migrationen i ett tusenårsperspektiv. Föreställningen hade premiär i Eskilstuna 23 april 2017. Michaela Granit och Susanna Alakoski har tillsammans också skrivit pjäsen Lyckliga Slut med premiär på Uppsala teater 2013.
Susanna Alakoski är också barnboksförfattare med fyra kapitelböcker för barn 7–12 år: Dagens Harri, 2009. Guldfisken 2012, Dagens Skräckis 2013 och Hej Kungen! 2015.

### Redaktör för eller medarbetare i böcker/antologier
- 2006 – Tala om klass, antologi, Ordfront förlag, red. Susanna Alakoski och Karin Nielsen
- 2007 – Lyckliga slut, Ordfront förlag, antologi red. Susanna Alakoski
- 2008 – Noveller för Världens Barn, Informationsförlaget
- 2008 – Kafferep på Österlen
- 2008 – Fejkad orgasm, "Hemligt klotterplank" Ordfront förlag, red. Susanna Alakoski och Amanda Mogensen
- 2010 – Om Strindberg, antologi Norstedts
- 2010 – Ystad, målningar av Jennifer Saxell, förord av Susanna Alakoski
- 2011 – Dödssynden av Harper Lee, nyutgåva, Bonnier klassiker, förord av Susanna Alakoski
- 2013 – Det handlar om barn, antologi Verbum förlag
- 2013 – Barn, utsatthet och heder utgiven av Ersta Sköndal
- 2013 – Min plats i Skåne: Skånska profiler om sina favoritplatser
- 2014 – Yalla Trappan, så gjorde vi (modell för arbetsintegrerande sociala företag) förord av Susanna Alakoski
- 2015 – Kungsgatan av Ivar Lo Johansson, nyutgåva med förord av Susanna Alakoski
- 2016 – Det yttersta ansvaret: Socialtjänstens kris och utmaningar, antologi Premiss förlag
- 2016 – Utreda barn, unga och familjer, Gothia förlag, förord av Susanna Alakoski
- 2016 – Finnjävlar, en antologi om identitet och klass, antologi, Verbal förlag
- 2016 – Bildning – då, nu, sen, antologi Atlas förlag
- 2016 – Granta I 7, antologi noveller, tema SERVICE, Bonniers
- 2017 – En annan Historia, antologi, Volante förlag
- 2017 – Kollektivet, fotobok av José Figueroa, Pasadena Studio, förord av Susanna Alakoski
- 2017 – Det moderata skyltfönstret, antologi Premiss förlag
- 2017 – Metoo – Så går vi vidare, antologi Lava förlag
- 2018 – Utan dig finns inget jag – en visionsbok om psykisk hälsa och psykiatri, RSMH, förord av Susanna Alakoski
- 2019 – HEMVIST, Berättelser från Finland och Sverige, antologi
- 2020 – Vi måste börja med barnen, antologi Ordfront förlag
- 2020 – Pippiperspektiv, antologi, Astrid Lindgren
- 2021 – Tidskriften ESSÄ
- 2021 – Vad händer nu? Välfärden efter corona, antologi Premiss förlag.
- 2021 – Socialt arbete - rörelse, motstånd, förändring, antologi Studentlitteratur, red M. Dahlstedt, S. Gruber, M. Herz, P. Lalander
- 2021 – Socialvetenskaplig tidskrift Nr 4, temanummer i Pandemins spår
- 2022 – Bortom Systemskiftet - Mot en ny gemenskap, antologi, Vebal förlag, red M Dahlstedt, N Altermark
- 2022 – Sjukt Frisk! - om det sjuka i livet och vad vi kan göra av det, Hjalmarson & Högberg Bokförlag, red L. Jederlund
- 2022 – Socialvetenskaplig tidskrift Nr 2, temanummer: Deltagande forskning
- 2023 - Brandtal, antologi Atlas bokförlag, red Susanna Alakoski& Magnus Dahlstedt
- 2024 - Akilleshälar i välfärd, socialpolitik och socialt arbete, Studentlitteratur, red Hans Swärd, Alexandru Panican
- 2025 - Modearv: essäer om kläder, kulturarv och samhälle 2025

## Priser och utmärkelser
- 2006 – Svenska kommunalarbetareförbundets kulturstipendium
- 2006 – Augustpriset för Svinalängorna
- 2006 – Gleerups litterära pris
- 2007 – Utmärkelsen "Junis kompis" från IOGT-NTO:s juniorförbund
- 2007 – Pocketpriset – Platina Pocket
- 2007 – Sverigefinska delegationens pris/stipendium för sverigefinska insatser, Svenska kyrkan
- 2011 – Hedenvindplaketten
- 2011 – Stiftelsen Natur & Kulturs arbetsstipendium
- 2012 – ABF:s litteraturpris
- 2012 – Stipendium ur Lena Vendelfelts minnesfond
- 2013 – Tidningen Vi:s litteraturpris
- 2013 – Moa-priset
- 2014 – Ivar Lo-priset
- 2014 – Fjärilspriset, KSAN
- 2013 – Tackade nej till Jan Myrdals stora pris – Leninpriset då hon "inte ville förknippas med totalitära ideologier"[3]
- 2014 – Fastighetsanställdas Förbunds kulturpristagare
- 2015 – Hedersdoktor vid Malmö högskolas Fakultet för hälsa och samhälle[4]
- 2015 – Bengt Börjesons pris för viktiga insatser på det sociala området, Ersta Sköndal högskola[5]
- 2015 – Sigtunastiftelsens författarstipendium
- 2016 – Stockholms stads hederspris i litteratur[6]
- 2019 – Örjan Lindbergerpriset (tillsammans med författaren Mats Söderlund)[7]
- 2019 – Göran Palm-stipendiet[8]
- 2021 – Parlingpriset
- 2021 – Gästprofessor i Moa Martinsons namn vid Linköpings Universitetet[9]
- 2022 - Stig Sjödinpriset
- 2023 -  Stina Aronsons pris
- 2024 - Jan Fridegårdspriset